# Mandekking
Mandekking is een vorm van verdedigen die wordt gebruikt bij sporten zoals voetbal en hockey.
Bij mandekking probeert een verdediger een aanvaller van de tegenpartij te isoleren van zijn medespelers. Dat gebeurt door storend dicht in de buurt te blijven van de aanvaller, door de aanvaller 'op de huid te zitten'. De bedoeling is dat door deze mandekking de aanvaller niet of nauwelijks meer aanspeelbaar is. Soms wordt ook dubbele (man)dekking toegepast, waarbij een tegenstander door twee spelers verdedigd wordt. 
Een alternatief voor mandekking is de zoneverdediging.